# Lattoneria
La lattoneria è l'attività prevalentemente artigianale della lavorazione della lamiera, svolta da un soggetto detto lattoniere.
L'attività è adoperata soprattutto nel campo dell'edilizia, nella realizzazione di canalizzazioni, grondaie, scossaline, bandinelle, converse per comignolo ed altro. 

## Materiali utilizzati
Esistono diversi tipi di materiali impiegati in lattoneria come l'acciaio inox, il rame, la lamiera zincata (oggi non più in uso), la lamiera preverniciata, l'alluminio naturale e preverniciato, e lo zinco-titanio. I vari tipi di materiali vengono comunemente commercializzati sotto forma di rotoli di varie dimensioni e peso; la larghezza del nastro può variare in base alle richieste del lattoniere. In genere si impiegano delle larghezze standard dette sviluppi (o sv.) ricavati da rotoli (in inglese coil) più grandi, di solito sono sottomultipli di 100 cm. o 150 cm.
Generalmente questi materiali, impiegati per la realizzazione di canalizzazioni di acquee su coperture, si distinguono per dimensioni, ovvero la larghezza della lamiera necessaria alla realizzazione della canalizzazione (detto anche sviluppo, abb. "sv.").

## I formati standard

### Sviluppi standard
Gli sviluppi standard sono quelli derivati a partire da coil di larghezza 100 e 125 cm ed in alcuni casi 150 e 134 cm.
In particolare i più utilizzati sono:
20 cm, 25 cm, 33 cm, 40 cm, 50 cm, 60 cm, 67 cm, 75 cm, 100 cm e le misure americane corrispondenti a grondaie trafilate da 6 e 7 pollici ovvero 38,1 cm e 45 cm.
Sono comunque disponibili anche le misure cm 16,7 - 20 - 30 - 31,2 - 41,7 - 60 - 62,5 - 67 - 75.

### Spessori
Gli spessori impiegati variano a seconda del tipo di materiale; più il metallo è malleabile,  più dovrà essere spesso. Ad esempio lo spessore dell'alluminio che viene generalmente impiegato in lattoneria varia tra gli 8 e i 12/10 di millimetro (un buon compromesso potrebbe essere il 10/10), mentre l'acciaio inox non supera generalmente i 6/10.
Spessori standard per tipo di materiale:
- Rame: 5/10, 6/10, 8/10
- Acciaio inox tipo AISI 304 finitura 2B: 5/10, 6/10, 8/10
- Lamiera preverniciata su base zincata 5/10, 6/10, 8/10
- Alluminio naturale e preverniciato 8/10, 10/10, 12/10
- Lega Zinco-titanio 7/10, 8/10, 9/10
- Piombo 10/10, 12/10, 15/10

## La lavorazione della lamiera
La lamiera viene generalmente sagomata e piegata mediante l'impiego di piegatrici a bandiera o pressopiegatrici elettriche, oleodinamiche o manuali nelle produzioni artigianali. 
I canali di gronda, le scossaline, converse ecc. sono prodotte mediante pressopiegatura.
I tubi pluviali sono prodotti utilizzando la tecnica della profilatura a rulli. 
Gli accessori quali gomiti, sostegni, collari ecc...sono prodotti mediante stampaggio.

## Canali di gronda
Il canale di gronda o grondaia è un profilo in lamiera che può essere realizzato in vari materiali, sviluppi e spessori a seconda delle richieste o necessità (generalmente gli sviluppi più impiegati vanno dal 33 cm al 60 cm), esso oltre ad essere sagomato per lo svolgimento della propria funzione, viene spesso abbellito con forme circolari o squadrate per fungere da cornice al tetto dell'edificio.